# Piqueti
Piqueti, właśc. Piqueti Djassi Brito Silva (ur. 12 lutego 1993 w Bissau) – piłkarz z Gwinei Bissau pochodzenia portugalskiego grający na pozycji skrzydłowego w saudyjskim klubie Al-Shoulla oraz reprezentacji Gwinei Bissau.

## Kariera
Piqueti rozpoczynał swoją karierę w Portugalii w klubie SC Braga. W 2014 zadebiutował w pierwszym zespole. Z drużyny był też wypożyczany. W 2018 wyjechał do Włoch, gdzie reprezentował barwy Varese. W 2019 przeniósł się do klubu Al-Shoulla z drugiej ligi saudyjskiej. W latach 2019–2021 grał w Ismaily SC. Potem powrócił do Al-Shoully.
Występował w reprezentacji Portugalii U-20. W 2015 roku zdecydował się grać dla Gwinei Bissau. W drużynie zadebiutował 8 października 2015 w starciu z Liberią. Pierwszą bramkę zdobył 18 stycznia 2017 w meczu Pucharu Narodów Afryki z Kamerunem.